# Alfa Romeo C42
Alfa Romeo C42 byl vůz Formule 1 navržený a vyrobený společností Alfa Romeo pro účast v sezóně 2022. Vůz C42 byl postaven podle nové generace technických pravidel, původně zamýšlených k zavedení v sezóně 2021.
Vůz řídil bývalý pilot Mercedesu Valtteri Bottas a nováček Čou Kuan-jü.

## Pozadí

### Vývojové souvislosti
Nová generace technických předpisů měla být zavedena v sezóně 2021. Kvůli pandemii COVID-19 však byla nařízení odložena až na sezónu 2022. Vývoj všech vozů nové generace tak byl pozastaven od 28. března 2020 do 31. prosince 2020.

### Pojmenování
Vůz C42 následoval vůz C41, který zase následoval vůz C39. Vůz nové generace dostal interně označení C40 v očekávání nových předpisů pro sezónu 2021. Když byly kvůli pandemii COVID-19 odloženy, musel být pro prozatímní předpisy vyvinut nový vůz - vůz C41, založený na voze C39. Před odhalením vozu však Alfa Romeo uvedla, že vůz neponese označení C40, ale místo toho ponese označení C42, aby se předešlo sekvenci C39, C41, C40, která by mohla být matoucí.

### Prvotní návrh a vývoj
Bottas poznamenal, že raná verze vozu C42 provozovaná na simulátoru Alfa Romeo se výrazně nelišila od vozu ze sezóny 2021.
Alfa Romeo používala odpružení vpředu i vzadu, na rozdíl od předních a zadních kol, které se staly standardem v éře turbohybridů. Vůz C42 měl ze všech vozů ze sezóny 2022 nejkratší rozvor. Jeho motor Ferrari byl v podstatě stejný jako u továrního týmu, s širokými bočními podstavci a s chladicími mřížkami nahoře. Alfa Romeo vyvinula několik hlavních komponent interně místo toho, aby je získávala od Ferrari, jak to dělala sama Alfa Romeo a i její předchůdce Sauber od doby, když se Sauber stal zákaznickým týmem Ferrari v sezóně 2010. Mezi tyto části patří palivová nádrž, zadní zavěšení a vnější konstrukce převodovky (vnitřní součásti převodovky byly stále od Ferrari). Technický ředitel Jan Monchaux uvedl nové rozpočtové předpisy Formule 1 a větší konstrukční svobodu a nezávislost jako důvody, proč se Alfa Romeo rozhodla navrhovat tyto komponenty sama.
Vůz C42 byl jediným vozem, který vážil méně než původní požadavek na minimální hmotnost, která měla být 795 kilogramů. Několik dalších týmů lobovalo u FIA za zvýšení minimální hmotnosti, přičemž bylo dosaženo kompromisu ve zvýšení limitu minimální hmotnosti na 798 kilogramů.

### Zbarvení
Pro Grand Prix Ázerbájdžánu, která se shodovala s uvedením osobního vozu Alfa Romeo Tonale, měly vozy C42 speciální nátěr, který se vyznačoval nahrazením červené barvy na zádi za zelenou.

## Konkurence a historie vývoje

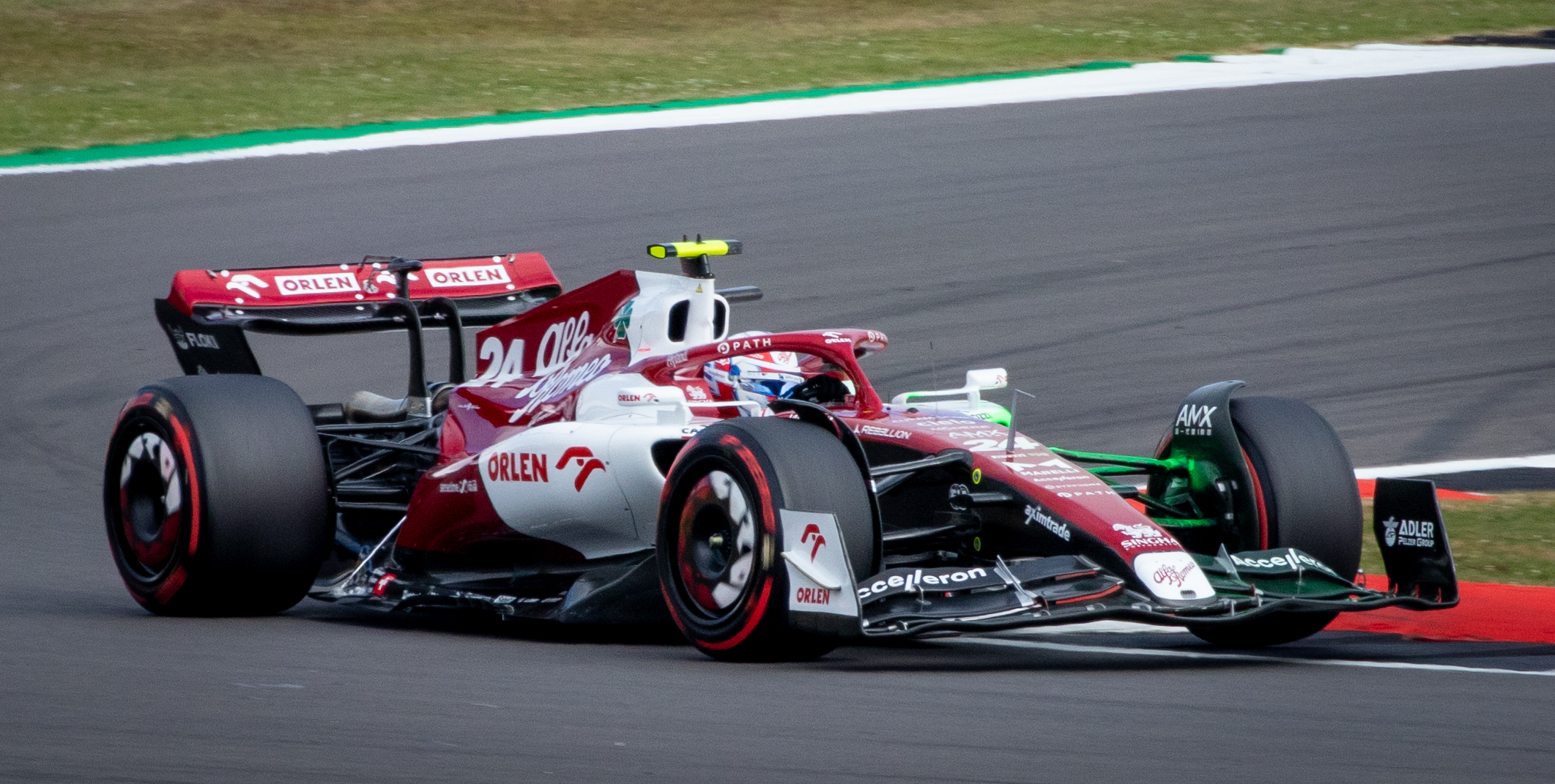
Čou Kuan-jü ve voze C42 při Grand Prix Velké Británie 2022.

Vůz se okamžitě ukázal jako konkurenceschopnější než jeho předchůdci, protože tým získal při debutu vozu v Bahrajnu dvojité bodové umístění. Šesté místo Bottase bylo nejvyšším umístěním týmu v závodě od sezóny 2019. Po silném startu sezóny následovala další bodovaná umístění pro Bottase v Austrálii, na Imole, v Miami, ve Španělsku a v Monaku a poté další dvojité bodované umístění v Kanadě. Tomu napomohla i podstatná modernizace vozu C42 pro Grand Prix Emilia Romagna. Vylepšení zahrnovalo novou hranu podlahy a design křídel a také nové bočnice, které splynuly s podlahou. Změny se dočkaly i zadní brzdové svody. Vůz trpěl problémy se spolehlivostí, jak při testování, tak v závodech, Bottas odstoupil v Saúdské Arábii, zatímco jezdil na bodech, stejně jako Čou odstoupil s mechanickými problémy v Miami, ve Španělsku a v Baku. Když vůz neodstoupil ze závodů, tým byl často nucen vynechat části tréninku kvůli problémům se spolehlivostí, což často zhoršilo týmu přípravu na kvalifikaci a nebo závod. Vůz utrpěl výraznou ztrátu výkonnosti, protože po Kanadě získal pouze tři bodovaná umístění, díky Čouvovu desátému místu na Monze a také Bottasovým bodům v Mexiku a Brazílii. Aston Martin později dohnal Alfu Romeo v poháru konstruktérů a skončil se stejným počtem bodů, ale nakonec se umístil na 7. místě a Alfa Romeo získala 6. místo poprvé od sezóny 2012 (kdy tým závodil jako Sauber ). Stalo se tak díky lepšímu umístění Alfy Romeo v závodě, protože Bottas získal 5. místo na Imole .

## Kompletní výsledky ve Formuli 1
| Legenda k tabulce | Legenda k tabulce                                                                       |
| Barva             | Výsledek                                                                                |
| ----------------- | --------------------------------------------------------------------------------------- |
| Zlatá             | Vítěz                                                                                   |
| Stříbrná          | 2. místo                                                                                |
| Bronzová          | 3. místo                                                                                |
| Zelená            | Bodované umístění                                                                       |
| Modrá             | Nebodované umístění                                                                     |
| Modrá             | Dokončil neklasifikován (NC)                                                            |
| Fialová           | Odstoupil (Ret)                                                                         |
| Červená           | Nekvalifikoval se (DNQ)                                                                 |
| Červená           | Nepředkvalifikoval se (DNPQ)                                                            |
| Černá             | Diskvalifikován (DSQ)                                                                   |
| Bílá              | Nestartoval (DNS)                                                                       |
| Bílá              | Závod zrušen (C)                                                                        |
| Světle modrá      | Pouze trénoval (PO)                                                                     |
| Světle modrá      | Páteční testovací jezdec (TD)                                                           |
| Bez barvy         | Netrénoval (DNP)                                                                        |
| Bez barvy         | Vyřazen (EX)                                                                            |
| Bez barvy         | Nepřijel (DNA)                                                                          |
| Bez barvy         | Odvolal účast (WD)                                                                      |
| Bez barvy         | Nezúčastnil se (prázdné)                                                                |
| Označení          | Význam                                                                                  |
| Tučnost           | Pole position                                                                           |
| Kurzíva           | Nejrychlejší kolo                                                                       |
| †                 | Jezdec nedojel do cíle, ale byl klasifikován, protože odjel více než 90 % délky závodu. |
| ‡                 | Byl udělován poloviční počet bodů, protože bylo odjeto méně než 75 % délky závodu.      |
| Horní index       | Umístění bodujících jezdců ve sprintu                                                   |

| Rok    | Tým                      | Motor         | Pneumatiky | Jezdci          | 1   | 2   | 3   | 4   | 5   | 6   | 7   | 8   | 9   | 10  | 11  | 12  | 13  | 14  | 15  | 16  | 17  | 18  | 19  | 20  | 21  | 22  | Body | Umístění |
| ------ | ------------------------ | ------------- | ---------- | --------------- | --- | --- | --- | --- | --- | --- | --- | --- | --- | --- | --- | --- | --- | --- | --- | --- | --- | --- | --- | --- | --- | --- | ---- | -------- |
| 2022   | Alfa Romeo F1 Team ORLEN | Ferrari 066/7 | P          |                 | BHR | SAU | AUS | EMI | MIA | ESP | MON | AZE | CAN | GBR | AUT | FRA | HUN | BEL | NED | ITA | SIN | JPN | USA | MXC | SAP | ABU | 55   | 6. místo |
| 2022   | Alfa Romeo F1 Team ORLEN | Ferrari 066/7 | P          | Valtteri Bottas | 6   | Ret | 8   | 57  | 7   | 6   | 9   | 11  | 7   | Ret | 11  | 14  | 20† | Ret | Ret | 13  | 11  | 15  | Ret | 10  | 9   | 15  | 55   | 6. místo |
| 2022   | Alfa Romeo F1 Team ORLEN | Ferrari 066/7 | P          | Čou Kuan-jü     | 10  | 11  | 11  | 15  | Ret | Ret | 16  | Ret | 8   | Ret | 14  | Ret | 13  | 14  | 16† | 10  | Ret | 16  | 13  | 13  | 12  | 12  | 55   | 6. místo |
| Zdroj: |                          |               |            |                 |     |     |     |     |     |     |     |     |     |     |     |     |     |     |     |     |     |     |     |     |     |     |      |          |